# Schloss Martinfeld

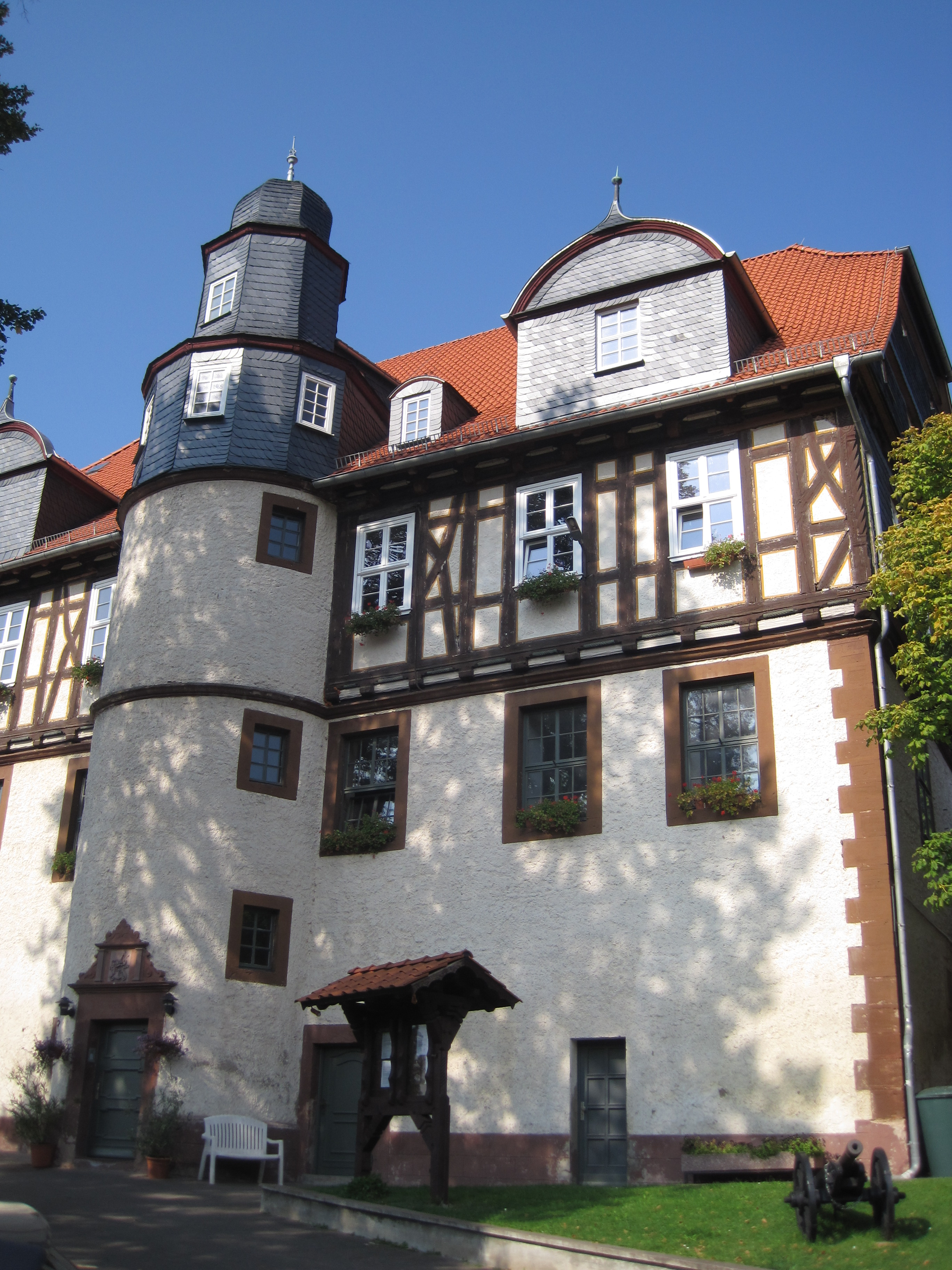
Schloss Martinfeld

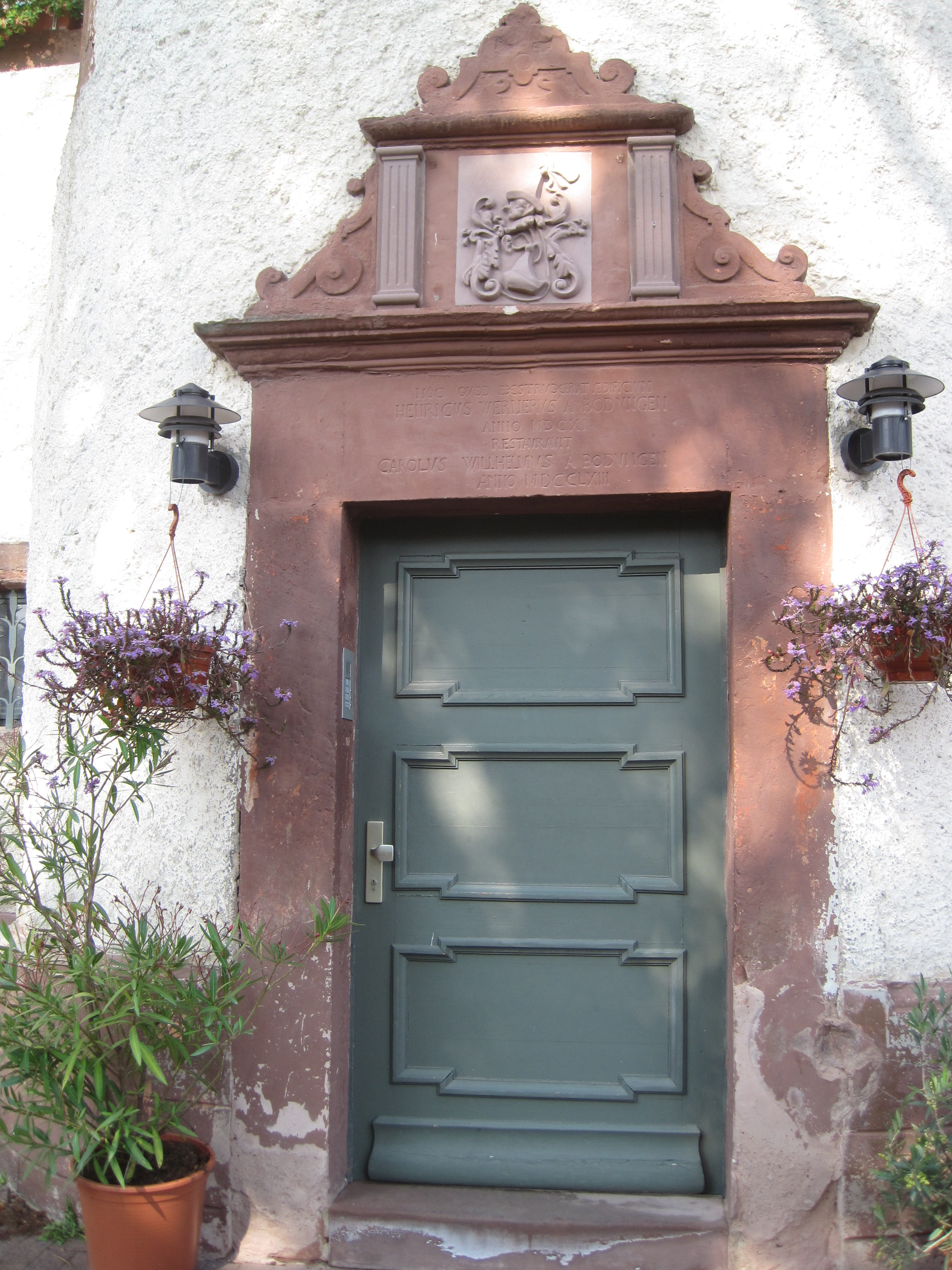
Portal im Wendelstein an der Hofseite

Das Schloss Martinfeld befindet sich in der Ortschaft Martinfeld im Eichsfeld.
Das Schloss wurde im Jahre 1611 als Herrensitz der uradligen thüringischen Familie von Bodungen erbaut, die seit 1518 in Martinfeld ansässig geworden war. Es handelt sich hierbei um ein kleines Schloss mit etwa 750 Quadratmeter Wohnfläche im Stil der Renaissance.

## Bauwerk
Bei dem Schloss handelt es sich um einen dreigeschossigen, traufständigen Bau mit Krüppelwalmdach. Vor den Dachstuhl sind tonnenüberspannte Lukarnen gesetzt. Mittig vor die Südfront tritt ein runder Treppenturm mit dreigeteiltem welschem Aufsatz (schieferverkleidet). Am Grundgeschoss befindet sich ein Renaissanceportal mit Volutengiebel und Inschrift auf dem Türsturz.  Im zweiten Obergeschoss kragt konstruktives Fachwerk mit Betonung der Rähm-Schwelle-Zonen durch offene Balkenköpfe vor. Im Inneren finden sich umfangreiche Stuckarbeiten, Parkett- und Terrazzoböden.

## Geschichte
Die Herren von Bodungen waren 1611 die Erbauer des Herrenhauses. 1763 erfolgten Erneuerungsarbeiten durch den kurmainzischen Kammerherrn Carl Wilhelm von Bodungen. Im 19. Jahrhundert wurde ein Westflügel angebaut. Zum Schloss (auch Hinterhof genannt) gehörte auch ein Gutsbetrieb mit 59 Hektar (1928).
Letzter Eigentümer des Rittergutes aus der Adelsfamilie von Bodungen war Burchard von Bodungen (1900–1976), Sohn des Werner von Bodungen. Das Schloss blieb bis zur Enteignung im Zuge der Bodenreform im Jahre 1945 in Familienbesitz und wurde anschließend als Jugendherberge genutzt. Der letzte Eigentümer Burchard von Bodungen lebte nach dem Zweiten Weltkrieg in Göttingen und war ab 1947 in der Zuckerrübenindustrie tätig. Nach der Wiedervereinigung war in dem Schloss zeitweise ein Jugendgästehaus des „Reit- und Freizeitzentrums Westerwald“ untergebracht. Der Landesverband Thüringen des Deutschen Jugendherbergswerks (DJH) übernahm das Schloss im Jahre 2000. Nachdem das Schloss in den Jahren 2001 bis 2003 grundlegend saniert wurde, eröffnete die Herberge wieder im Mai 2003. Im Herbst 2007 stellte das DJH den Betrieb ein und gab das über Erbbaurecht im Besitz befindliche Schloss an den Eigentümer, den Freistaat Thüringen, zurück.
Im August 2008 hat der Verein „Schloss Martinfeld e. V.“, der im Mai desselben Jahres zum Kauf des Schlosses von sieben Mitgliedern des Deutschen Pfadfinderbundes gegründet wurde, das Schloss erworben, um es als internationale Pfadfinderbegegnungsstätte und freie Jugendherberge zu betreiben. Die Herberge hat im September 2008 ihren Betrieb aufgenommen.

## Vorderhof Martinfeld
Unmittelbar benachbart vom Schloss Martinfeld, dem Hinterhof, befand sich der Vorderhof, ein altes Rittergut der Familie von Bodungen. Hervorgegangen ist das Gut aus einem mittelalterlichen Herrensitz. Das Gut wurde 1071 erwähnt, als Heinrich der IV. das Gut dem Kloster Hersfeld schenkt. 1518 kaufte die Adelsfamilie Bodungen Martinfeld von Wetzl Wolf und ließen sich dort nieder. Das alte Gut besaß eine Kemenate, die erhalten wurde und heute als Kirchturm der Dorfkirche genutzt wird. 1580 wurde im Fachwerkstil ein dreigeschossiges Herrenhaus errichtet. Nach 1900 hatte das Gut eine Größe von 123 Hektar mit weiteren Wirtschaftsgebäuden und Scheunen. Bis 1945 waren Gut und Schloss im Besitz von Burchard von Bodungen, danach wurde das Gut enteignet und schließlich 1948 abgerissen. Lediglich ein Teil der Nebengebäude wurde noch eine Zeit lang landwirtschaftlich genutzt.